# Сен-Пре (Во)
Сен-Пре (фр. Saint-Prex) — місто  в Швейцарії в кантоні Во, округ Морж.

## Географія
Місто розташоване на відстані близько 95 км на південний захід від Берна, 15 км на південний захід від Лозанни.
Сен-Пре має площу 5,5 км², з яких на 38,8% дозволяється будівництво (житлове та будівництво доріг), 52,8% використовуються в сільськогосподарських цілях, 8,2% зайнято лісами, 0,2% не є продуктивними (річки, льодовики або гори).

## Демографія
2019 року в місті мешкало 5766 осіб (+12,2% порівняно з 2010 роком), іноземців було 36,9%. Густота населення становила 1041 осіб/км².
За віковим діапазоном населення розподілялося таким чином: 23% — особи молодші 20 років, 62% — особи у віці 20—64 років, 15% — особи у віці 65 років та старші. Було 2488 помешкань (у середньому 2,3 особи в помешканні).
Із загальної кількості 2800 працюючих 50 було зайнятих в первинному секторі, 1320 — в обробній промисловості, 1430 — в галузі послуг.